# Pavel Jozef Šafárik-Universiteit in Košice
De Pavel Jozef Šafárik-Universiteit (afgekort: UPJŠ) is een in Košice gelegen Slowaakse universiteit. Ze werd opgericht in 1959 en is de op één na oudste klassieke universiteit in Slowakije. Ze draagt de naam van de Slowaakse dichter, historicus en universiteitsprofessor Pavel Jozef Šafárik, de grondlegger van de moderne slavistiek.
De UPJŠ is de opvolger van de Universitas Cassoviensis die opgericht werd in 1657.
Sinds haar oprichting heeft de UPJŠ een leidende positie ingenomen in het Slowaakse hoger onderwijs en is ze een internationaal erkend centrum voor wetenschap en onderzoek. Ze is sedert lange tijd één van de best beoordeelde universiteiten in Slowakije.
Anno 2019 had de instelling 1.528 medewerkers die ongeveer 7.067 studenten opleidden. In 2021 werd ze gerangschikt door The Emerging Economies University Rankings 2021 als de beste van de zes onderzochte instellingen.

## Geschiedenis

### Universitas Cassoviensis - Universiteit van Košice

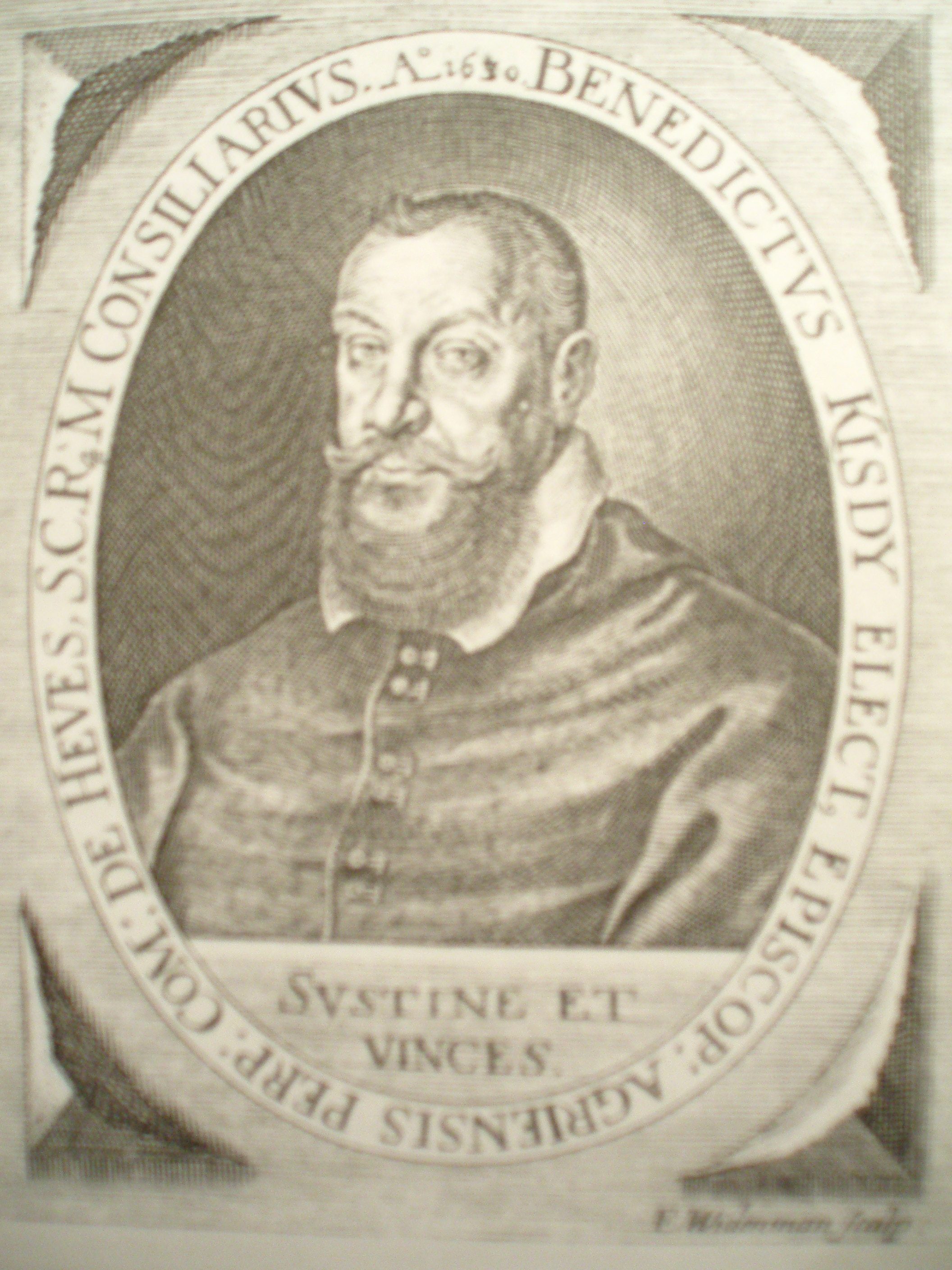
Benedikt Kišdy, de bisschop van Eger, richtte in 1657 de Universitas Cassoviensis op.

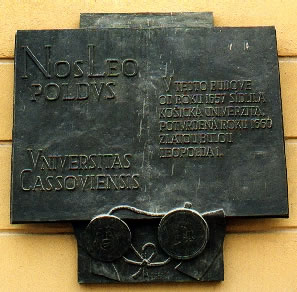
Gedenkplaat voor de bekrachtiging van de oprichting door Keizer Leopold I:
Nos Leopoldus Universitas Cassoviensis - Onze Leopoldus-universiteit van Kassa.

De universiteit is de voortzetting van meer dan driehonderd jaar universitair onderwijs in Košice. De eerste schriftelijke vermelding van de Universitas Cassoviensis dateert van 26 februari 1657, toen de bisschop van Eger, Benedikt Kišdy, de universiteit oprichtte. Bij die gelegenheid schonk hij aan de instelling een financiële steun ten bedrage van 40.000 daalders.
Ruim drie jaar later, op 7 augustus 1660, bevestigde Keizer Leopold I het bisschoppelijk oprichtingshandvest met een gouden bul (bulla aurea) en vergeleek hij de universiteit van Kassa (in het hedendaags Slowaaks: Košice) met andere universiteiten van het Heilige Roomse Rijk. Bij die gelegenheid kreeg de Universitas Cassoviensis dezelfde privileges als de universiteit  van Keulen, Wenen, Graz en Trnava.
Het dagelijks bestuur van de onderwijsinrichting berustte in die tijd bij de jezuïeten en de structuur werd bepaald door een studiereglement uit 1559: Ratio studiorum et institutiones Societas Jezu. De toenmalige instelling stond onder leiding van hoogwaardigheidsbekleders: een rector magnificus, een vice-rector en een aantal decanen. De functie van rector was voorbehouden aan de hogere jezuïeten van Košice die door de generaal van de orde daartoe waren aangesteld. De dominante faculteit in die tijd was de Theologie. Andere faculteiten waren Letteren en Recht.
De voertaal was het Latijn en de onderwezen vakken omvatten Filosofie, Ethiek, Logica, Geschiedenis, Retorica en Vreemde talen. Gelijktijdig ontstond er interesse voor Natuurwetenschappen, Fysica, Wiskunde, Aardrijkskunde en Botanica.
De universiteit van Košice was een zeer goed uitgeruste instelling. Ze had haar eigen bibliotheek, kerk, drukkerij en verwante lokalen, zoals een gymnasium, seminarie, slaapzalen, enzovoort.
In 1773 verlieten de jezuïeten de stad en hun bezittingen -met inbegrip van de universiteit- werden ingedeeld bij het staatseigendom.
De toenmalige universiteit (1657-1777) was een supranationale instelling met een grote invloed op wetenschap, onderwijs en geestelijke cultuur in de 17e en 18e eeuw. Haar drukkerij publiceerde niet alleen documenten in het Latijn, maar ook in het Slowaaks, Hongaars en Duits.

### Academia Regia - Koninklijke Academie

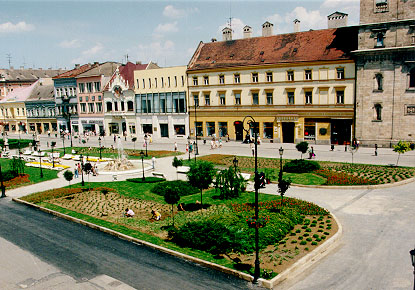
De voormalige campus van de universiteit, naast de Premonstratenzerkerk, aan de Hlavná-straat.

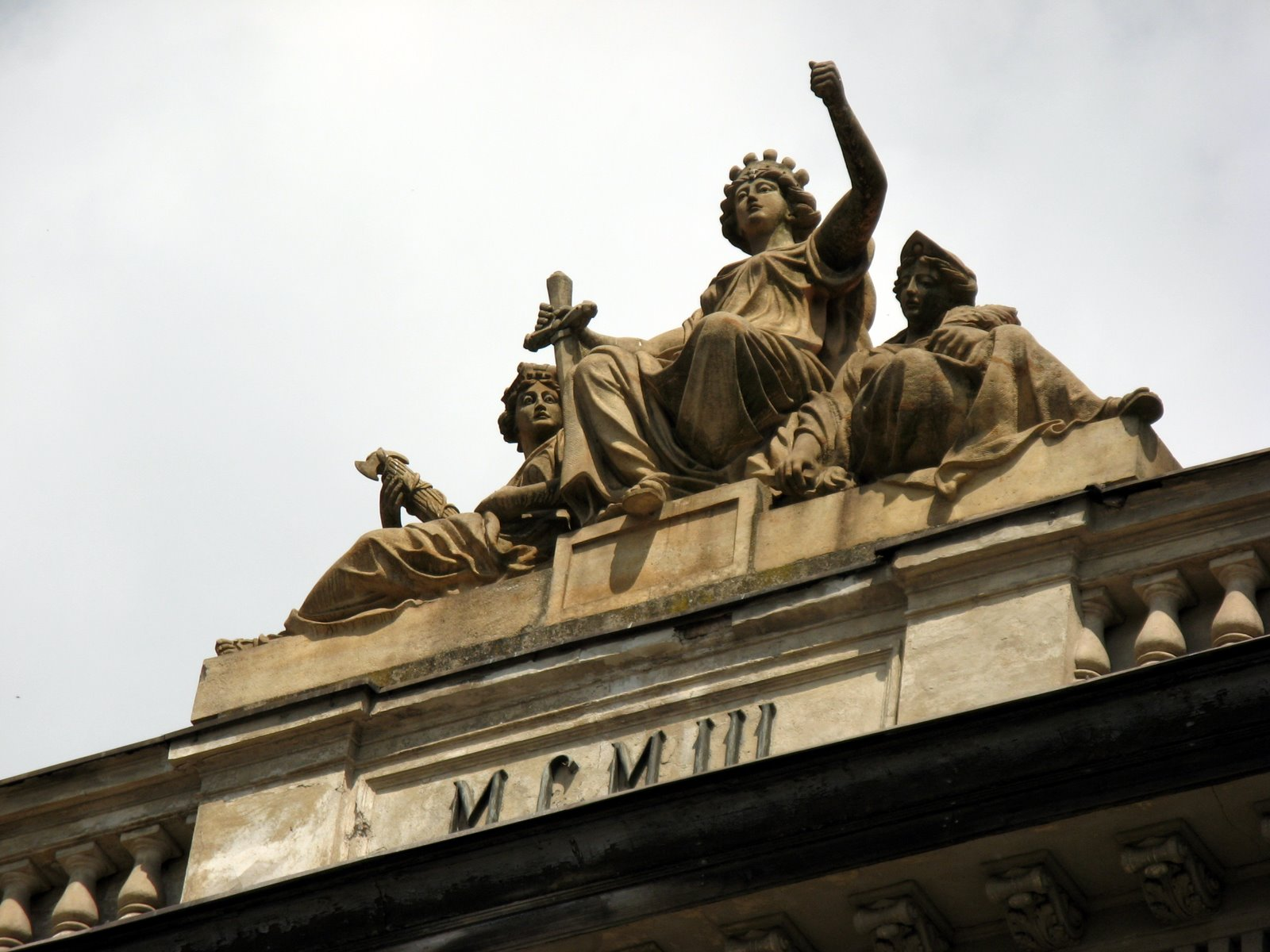
Versiering aan de gevel van het rectoraat UPJŠ.

De universiteit van Košice had -net als andere universiteiten in de 15e tot 17e eeuw- een sterke religieuze focus. Tijdens de Verlichting veranderde de werking van het instituut en diende het niet alleen voor de verspreiding van kennis, maar ook voor onderzoek en voor het vergaren van inzicht.
Na het vertrek van de jezuïeten hervormde Maria Theresia van Oostenrijk in 1777 het onderwijs. Ingevolge de toepassing van haar regels vervat in het Ration educationis (Onderwijssysteem) werd de universiteit van Košice een staatsinstelling met een nieuwe naam: Academia Regia (Koninklijke Academie).
Het bibliotheekfonds van de gemuteerde jezuïetenuniversiteit bleef eigendom van de Koninklijke Academie. Het accent van het onderricht werd gelegd op de voorbereiding van de studenten op bestuurlijke functies in het economische leven en in de ambtenarij.
De academie behield twee faculteiten : de nieuw opgerichte studierichting voor Rechtsgeleerdheid en de faculteit voor Letteren. De laatste wijziging in de organisatie van de onderwijsinstelling gebeurde in het studiejaar 1851/1852, toen nog alleen de faculteit voor Rechtsgeleerdheid bleef bestaan. In het studiejaar 1852/1853 werd de academie omgedoopt tot Cassovia Regia Iuris Academia (Koninklijke academie voor Rechten in Kassa ). Ze bleef bestaan tot haar afschaffing bij regeringsdecreet in 1921.
De Universitas Cassoviensis en haar opvolger Academia Regia waren instellingen ten behoeve van alle nationaliteiten in het toenmalige Hongaarse rijk. Ze hadden een sterke Slowaakse vertegenwoordiging en gaven aan verscheidene beroemde persoonlijkheden in Hongarije onderricht, zo onder meer aan Michal Baluďanský, de oprichter en eerste rector van de universiteit van Sint-Petersburg.

### Pavel Jozef Šafárik-Universiteit in Košice

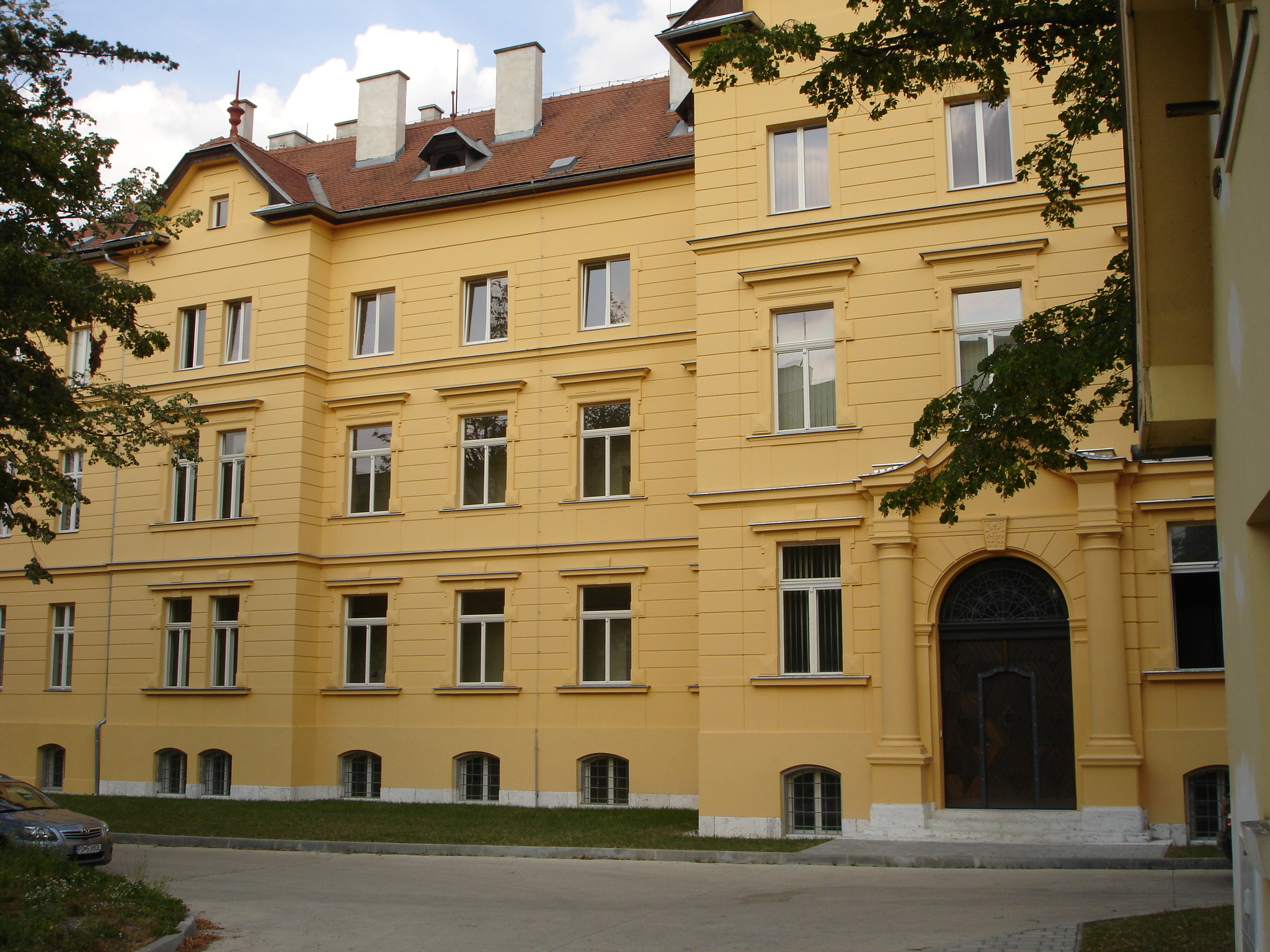
Campusgebouw.

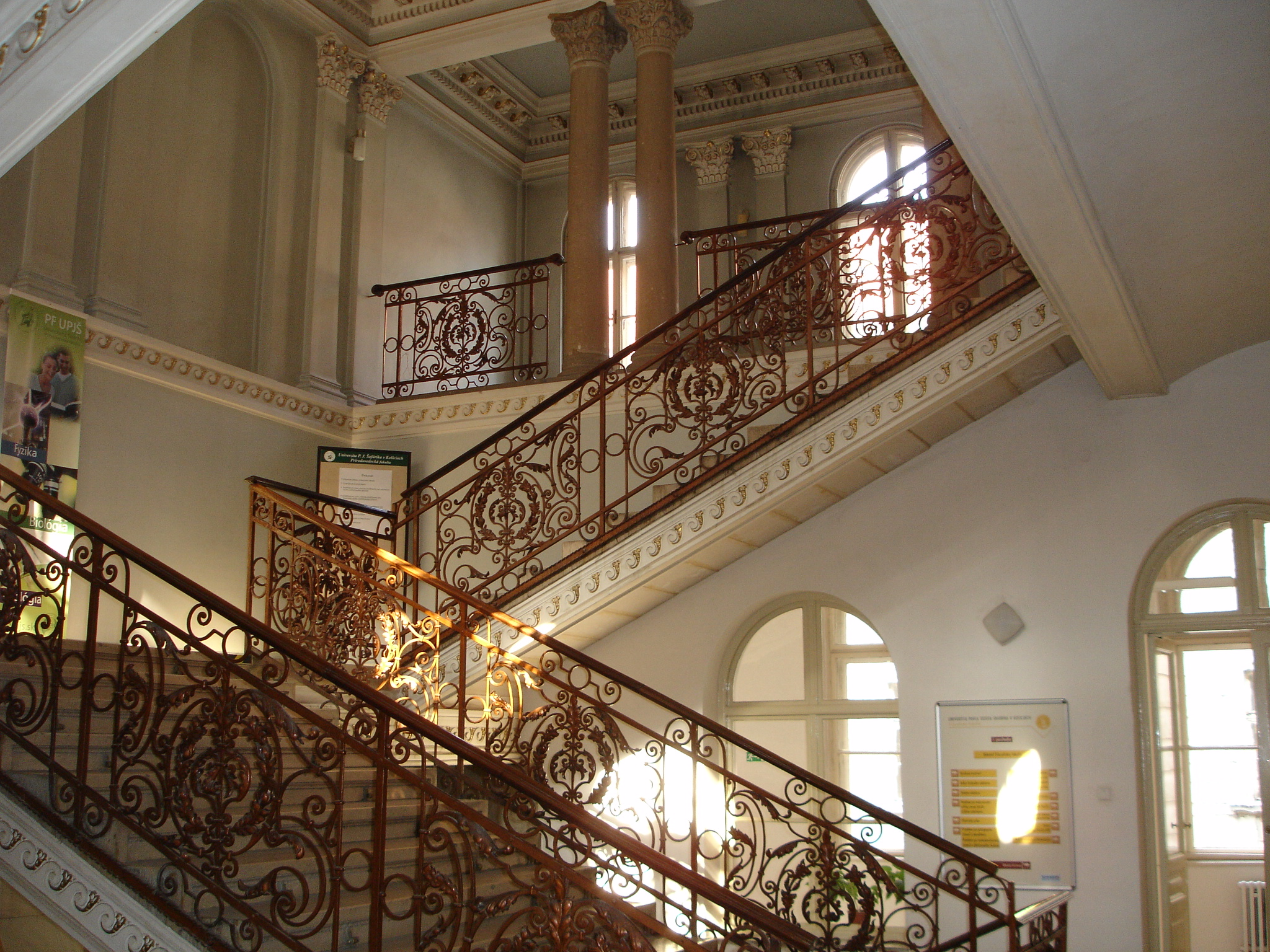
Interieur van het rectoraat UPJŠ.

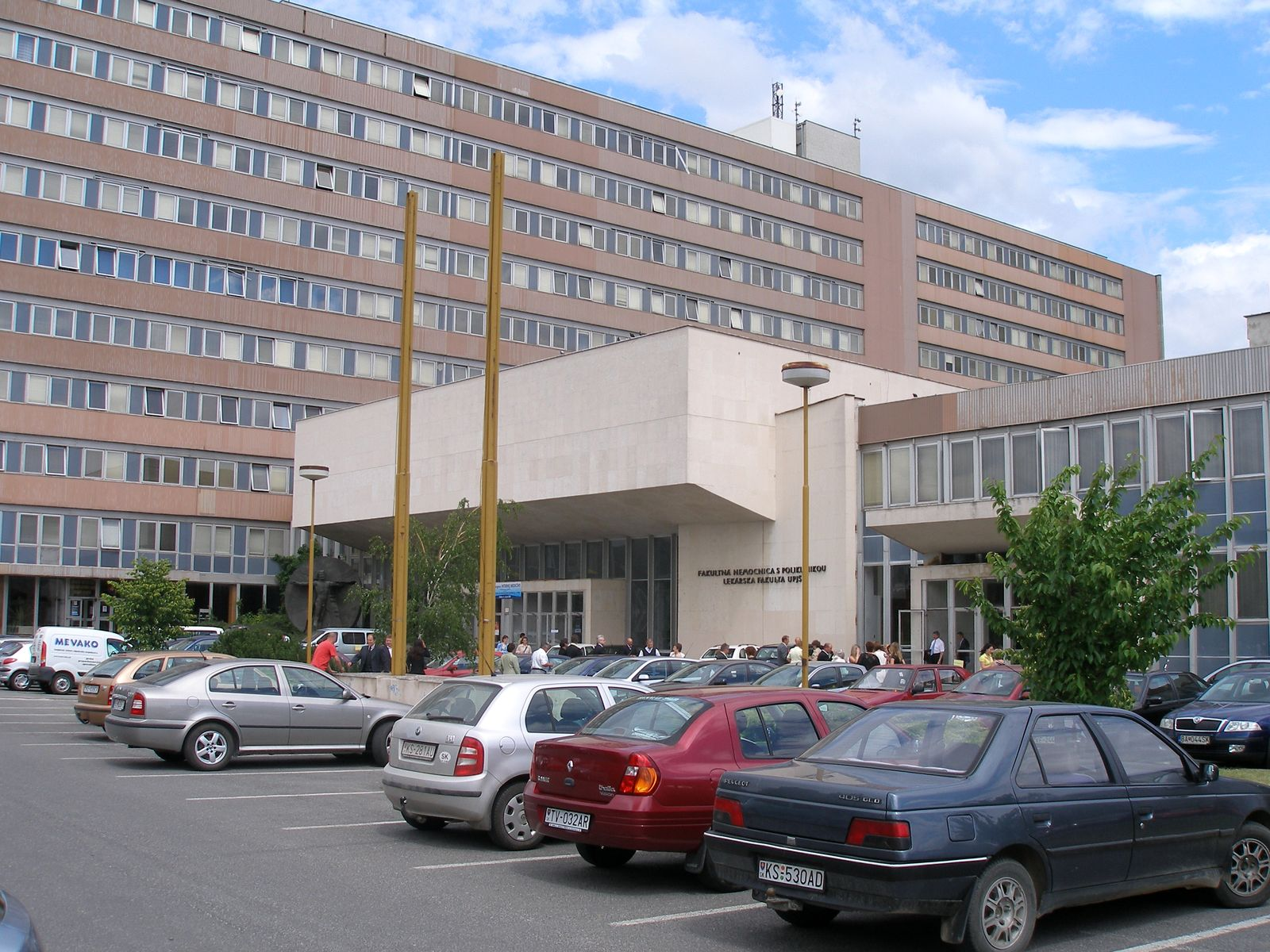
Gebouw van de campus "Geneeskunde" van de UPJŠ.

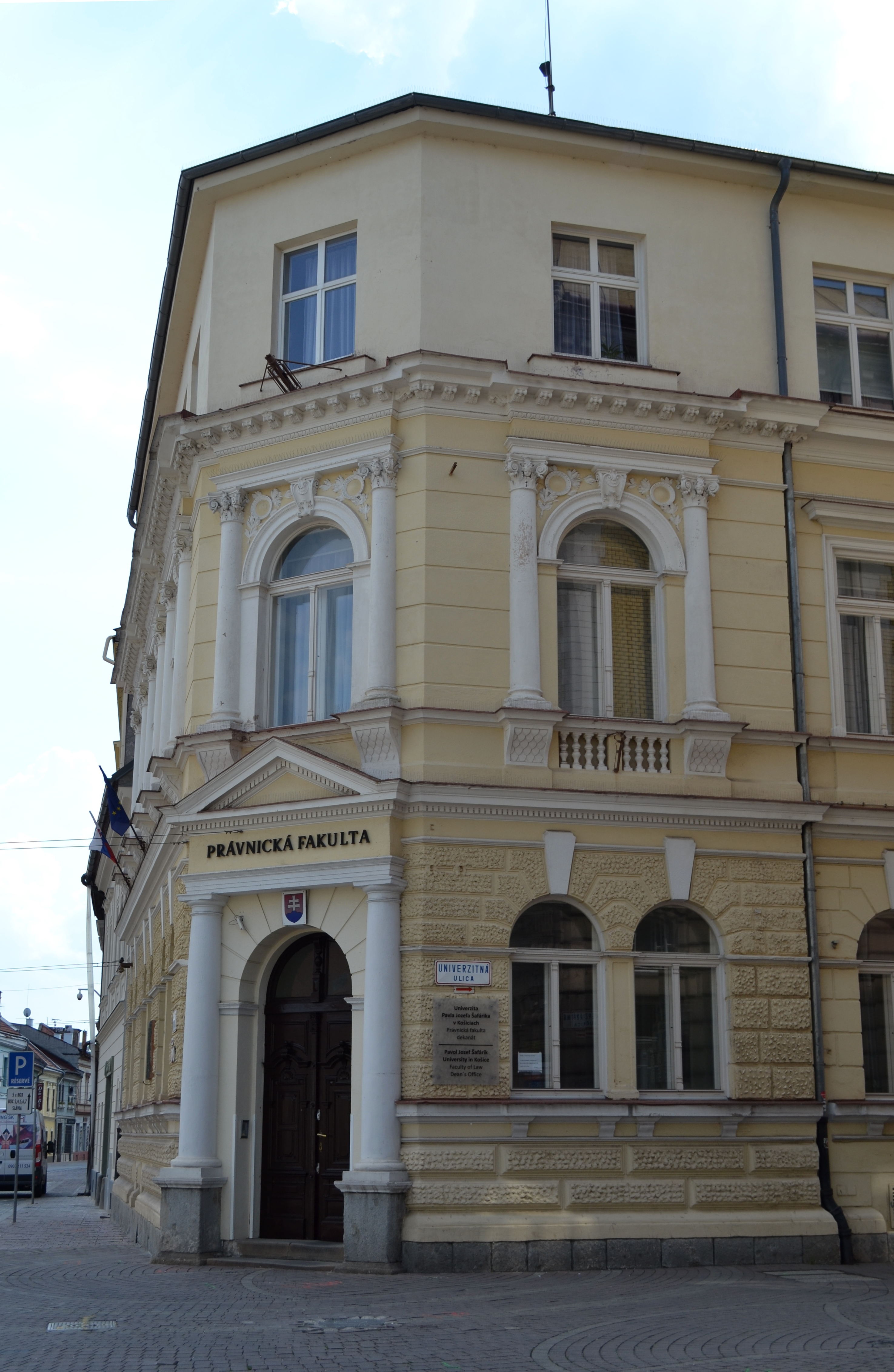
Gebouw van de faculteit "Rechtsgeleerdheid" in de Kováčska ulica.

De werking van de historische jezuïetenuniversiteit werd in 1959 voortgezet door de oprichting van de Pavel Jozef Šafárik-universiteit, die in feite de op één na oudste klassieke universiteit in Slowakije was. De instelling kwam tot stand door een fusie van de faculteit Geneeskunde van de Comenius Universiteit in Bratislava, en de faculteit Filologie van de hogeschool in Prešov. De eerste rector werd professor MUDr. Jozef Pajtas.
In 1963 werd de faculteit Wetenschappen opgericht, waaraan in 1964 de faculteit Educatie uit Prešov werd toegevoegd. In 1973 sloot de afdeling Rechtsgeleerdheid zich aan bij deze samenhang. De onderwijsinrichting breidde in 1990 nogmaals uit, met nog twee studierichtingen: Orthodoxe theologie en Grieks-katholieke theologie.
Bij haar oprichting had de universiteit slechts twee faculteiten en 31 afdelingen, waarvoor 5 hoogleraren, 18 hoofddocenten, 136 assistenten en 14 kandidaten werkten. Het aantal studenten bedroeg 952. In 1964 nam het aantal afdelingen toe tot 55 en in 1969 tot 69.
Het merendeel van de vakken werd onderwezen in oude gebouwen. Naarmate het aantal studenten toenam, werd de situatie onhoudbaar en had de universiteit behoefte aan circa 22.600 m² bijkomende ruimte. Het bestuur richtte om die reden haar inspanningen op de aanschaf van aparte faculteitsgebouwen en het verwerven van materiële en personele voorzieningen.
Elke faculteit had een eigen slaapzaal en een studentenkantine. Niettemin waren de huisvestingsvoorzieningen niet altijd toereikend. In het gebouw aan de Komenského-straat in Košice, met een capaciteit van 166 bedden, waren er bijvoorbeeld tot 30 studenten ondergebracht in één kamer. Een vergelijkbare situatie deed zich voor in de slaapzaal aan de Štefánikova-straat (voormalige Gottwaldova-straat). Bijgevolg betekende de bouw van een bijkomende slaapruimte (750 bedden) in Košice-Západ (wijk: Nové Mesto - Terasa) een grote vooruitgang.
Om het beheer te verbeteren, werden in 1966 de kostscholen van de faculteiten Letteren en Onderwijs in Prešov gecentraliseerd en werd een gezamenlijk bestuur opgericht. In 1967 fusioneerden de slaapzalen in Prešov en Košice onder één "Directie van universitaire slaapzalen en kantines".
Als gevolg van de sociaal-politieke veranderingen in de samenleving werd de UPJŠ op 1 januari 1997 opgedeeld in twee afzonderlijke juridische entiteiten: de ene in Košice, en de andere in Prešov.
Het aantal faculteiten van UPJŠ werd daarmee teruggebracht tot drie:
- Geneeskunde,
- Wetenschappen, en
- Rechtsgeleerdheid.

Deze werden aangevuld met:
- in 1998: Bestuurskunde en
- in 2007: Letteren.

## Recente toestand

### Statistieken
In het studiejaar 2010/2011 bood UPJŠ hoger onderwijs aan voor 205 geaccrediteerde opleidingen. Op 31 oktober 2019 studeerden er in totaal 7.067 studenten.
In het studiejaar 2018/2019 hebben 1.557 studenten hun studie goed afgerond. Het aantal nieuw toegelaten studenten in 2019 was 3.518 op een totaal van 6.168 aanvragen.
De universiteit heeft 104 hoogleraren, 151 universitaire hoofddocenten, 421 universitaire docenten, docenten en assistenten, vervolledigd met 132 onderzoekers. 
In 2008 zijn 6 nieuwe hoogleraren aangesteld. Dertien medewerkers kregen de titel van universitair hoofddocent. De gemiddelde leeftijd van de hoogleraar is 56, wat één van de laagste cijfers is op landelijke niveau. De universiteit heeft 472 medewerkers (27,5%) jonger dan 50 jaar in dienst.
De professoren participeren in een adviserend orgaan dat de universiteit helpt bij het nemen van belangrijke beslissingen.

### Beurzen
Financiële steun voor studenten aan UPJŠ wordt voornamelijk gerealiseerd via beurzen. In 2019 ontvingen studenten toelagen voor een totaalbedrag van € 596.770.

### Buitenlandse relaties
Het ligt in de bedoeling van de universiteit is om de studies te harmoniseren met het onderricht in de staten van de Europese Unie.
UPJŠ is lid van de EUA (European University Association) en de vereniging Association of Universities of the Carpathian Region (Carpathian Euregion). Eind 2008 had de UPJŠ een samenwerkingsverband afgesloten met 113 buitenlandse universiteiten.

### Studentenverenigingen en -organisaties

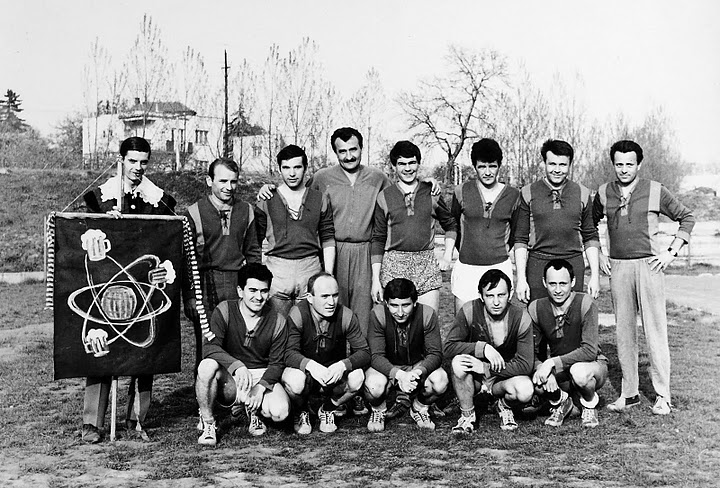
Voetbalploeg van de campus "Wetenschappen".

Op de universiteit is een aantal studentenverenigingen en organisaties actief. Men treft er onder meer de Vereniging van Artsen van de stad Košice aan, de Slowaakse Vereniging van Studenten Tandheelkunde, de lokale Europese Vereniging van studenten in de Rechten ELSA, de UPJŠ Debate Club van de faculteit der Rechtsgeleerdheid, enzovoort.
Studenten van de faculteit "Letteren" begonnen in 2010 met de uitgifte van het studentenblad Univerzál. Hun collegae van de faculteit "Exacte wetenschappen" organiseren jaarlijks UPJŠ-wetenschapsdagen.
De studentenradiozender Šturko zendt uit in de studentenflats aan de Medická-straat.

### Brand
Op 9 december 2016 woedde in het gebouw van de faculteit "Wetenschappen" een hevige brand. Na een renovatie die ongeveer 4 miljoen euro kostte, werden de lokalen op 17 september 2018 wederom in dienst genomen.

## Universiteitsbibliotheek
De UPJŠ-bibliotheek werd opgericht in 1973 door de samenvoeging van de "Centrale Bibliotheek van de faculteit der Geneeskunde", de "Centrale Bibliotheek van de faculteit Wetenschappen" en de "Centrale Bibliotheek van de faculteit Letteren en Onderwijs" (Prešov).
UPJŠ University Library biedt voornamelijk uitleendiensten aan, en beschikt over meer dan 253.835 boeken. De instelling heeft 446 leestafels in de eigen studiezalen. In 2019 registreerde de inrichting 7.711 gebruikers. Naast uitleen- en registratieactiviteiten biedt ze ook reprografische diensten aan, evenals scandiensten. In 2010 maakten de lezers met zelfbediening meer dan 84.000 fotocopijen.
De bibliotheek is ter beschikking als volgt:
- Filosofische bibliotheek, Moyzesova-straat nr. 9
- Medische bibliotheek, SNP-klasse nr. 1
- Bibliotheek aan de faculteit der Bestuurskunde, Popradská-straat nr. 66
- Juridische bibliotheek, Kováčska-straat nr. 26
- Natuurhistorische bibliotheek, Medická-straat nr. 6, Park Angelinum nr. 9
- Oostenrijkse bibliotheek, Šrobárova-straat nr. 2
- Europees Documentatiecentrum, Kováčska-straat nr. 26.

## UPJŠ Botanische tuin
De Botanische Tuin van de Pavel J. Šafárik-Universiteit is gelegen in het Košice-bekken, aan de voet van de helling (oostelijke punt) van het Slowaaks Ertsgebergte. Adres: Mánesova-straat 23.
De tuin werd opgericht in 1950 en anno 2021 beslaat zijn oppervlakte 30 hectare.
Op het domein is er een:
- tentoonstelling van tropische en subtropische vegetatie in broeikassen (3500 m²),
- expositie van decoratieve flora (4 hectare),
- genenpoelverzameling van inheemse hogere planten,
- herbarium,
- bosgebied,
- ecologische educatieve ruimte.